# برد مؤثر
برد مؤثر عبارت است از مسافتی که یک سلاح می‌تواند شلیک کند و طی آن مسیر گلوله یا پرتابه از هرنوع، میزان تخریب و کارایی لازم و همچنین دقت نشانه روی خود را حفظ کند. این میزان معمولاً کمتر از حداکثر برد نهایی آن سلاح می‌باشد.